# 135 Herta
135 Herta (mednarodno ime 135 Hertha) je asteroid v glavnem asteroidnem pasu. Pripada asteroidni družini Nisa. Včasih so asteroidno družino Nisa imenovali tudi družina Herta.

## Odkritje
Asteroid Herto je odkril Christian Heinrich Friedrich Peters 18. februarja 1874.

## Značilnosti
Asteroid Herta spada med asteroide tipa M. V družini, ki ji pripada, je večina asteroidov tipa F, kar daje slutiti, da je vsiljivec(asteroid, ki ob trku ni nastal iz istega starševskega telesa kot ostali člani družine). Spektroskopske analize kažejo, da ima na površini silikate in bi ga lahko tako uvstili med asteroide predvidenega novega tipa W . (opazili so absorbcijsko črto pri 3 μm, kar pomeni prisotnost vode). Svetlobna krivulja kaže, da je asteroid Herta ploščato telo. Radarska opazovanja pa so pokazala, da je Herta nekovinska. Po odkritju so astronomi raziskovali značilnosti asteroida Herta. Že v letu 1904 je George William Hill opazil kratkotrajne spremembe svetlosti.
V letu 2000 so opazovali okultacijo Herte z zvezdo.

## Spektralna razvrstitev
Asteroid so prvotno uvrščali med asteroide tipa M. Leta 1996 so na Observetoriju Mauna Kea ugotovili, da je potrebno ta asteroid razvrstiti v neoi drugo skupino. Pojav absorbcijske črte pri 3 μ m kaže na to, da je površina hidratirana. Asteroid bi lahko uvrstili v poseben tip W (ali »vlažni tip M« – [wet = vlažni]). Ugotovili so tudi (Rivkin), da asteroid vsebuje od 0,14 do 0,27 % vode (masni delež), kar je nemogoče za telo v vesolju. V letu 2002 je Rivkin s sodelavci pri študiju dela spektra pri 0,7 μm, ki je povezan s hidratiranimi silikati, ugotovil, da je površina zelo neenakomerna.